# Ole Sæther
Ole Andreas Sæther (Steinkjer, 23 gennaio 1870 – Oslo, 13 ottobre 1946) è stato un tiratore a segno norvegese.
Partecipò alle Olimpiadi di Parigi 1900, di Londra 1908 e di Stoccolma 1912. Nelle sue tre partecipazioni olimpiche riuscì a conquistare in tutto 4 medaglie, di cui una d'oro, due d'argento e una di bronzo.
Oltre ai successi olimpici, Sæther vinse anche una medaglia d'argento nei campionati mondiali di tiro di Parigi 1900 nella prova di carabina militare 300 metri 3 posizioni a squadre.

## Palmarès

### Giochi olimpici
- 4 medaglie:
  - 1 oro (carabina militare 300 metri 3 posizioni a squadre a Londra 1908).
  - 2 argenti (carabina militare 300 metri 3 posizioni a squadre a Parigi 1900; carabina militare 300 metri 3 posizioni a squadre a Stoccolma 1912).
  - 1 bronzo (carabina militare 300 metri 3 posizioni a Londra 1908).

### Campionati mondiali
- 1 medaglia:
  - 1 argento (carabina 300 metri 3 posizioni a squadre a Parigi 1900)